# I Like It (Cardi B, Bad Bunny & J Balvin)
I Like It is een nummer uit 2018 van de Amerikaanse rapster Cardi B, de Puerto Ricaanse rapper Bad Bunny en de Colombiaanse zanger J Balvin. Het is de vierde single van Cardi B's debuutalbum Invasion of Privacy.
"I Like It" combineert het geluid van een trapbeat met dat van salsamuziek. Het nummer, dat een sample uit I Like It Like That van Pete Rodriguez bevat, werd een wereldhit, met een nummer 1-positie in de Amerikaanse Billboard Hot 100. In de Nederlandse Top 40 haalde het een bescheiden 20e positie, en in de Vlaamse Ultratop 50 kwam het een plekje hoger.